# Agustín Rogel
Agustín Maximiliano Rogel Paita (* 17. Oktober 1997 in Montevideo als Agustín Maximiliano Lapido Paita) ist ein uruguayisch-italienischer Fußballspieler. Der Innenverteidiger steht bei Hertha BSC unter Vertrag und ist seit 2022 uruguayischer A-Nationalspieler.

## Karriere

### Verein
Rogel spielte in seiner Jugend für Nacional Montevideo in seiner Heimatstadt und brachte es dort ab 2017 zu seinen ersten Profieinsätzen. Bis zum Ende der Spielzeit 2017 kam er für den uruguayischen Rekordmeister in 14 Ligaspielen sowie zweimal in der Copa Libertadores zum Einsatz. Im August 2018 wechselte der Innenverteidiger zu Krylja Sowetow Samara. Für den russischen Erstligisten kam er in der Saison 2018/19 zu insgesamt 18 Pflichtspielen und hielt mit seiner Mannschaft nach erfolgreichen Relegationsspielen die Klasse. Anschließend wechselte er weiter zum FC Toulouse nach Frankreich. Nachdem er bei seinem ersten Spiel in der Ligue 1 einen Schlüsselbeinbruch erlitten hatte, musste Rogel über drei Monate pausieren. Bis zum Ende der Spielzeit 2019/20 kamen neun weitere Ligaeinsätze dazu. Nachdem er in der folgenden Saison zu lediglich zwei Spielen im Coupe de France gekommen war, wurde er im Februar 2021 an Estudiantes de La Plata verliehen. Dort etablierte sich der Uruguayer wieder als Stammspieler und wurde vom argentinischen Erstligisten fest unter Vertrag genommen.
Zur Saison 2022/23 wechselte Rogel zum deutschen Bundesligisten Hertha BSC, bei dem er einen bis zum 30. Juni 2026 gültigen Vertrag unterschrieb. Er absolvierte 20 Bundesligaspiele (14-mal in der Startelf). Der Verein stieg am Saisonende in die 2. Bundesliga ab. Dort kam Rogel aufgrund einer Knieverletzung in der Saison 2023/24 nicht zum Einsatz. Er absolvierte ab Mitte April 2024 vier Spiele für die zweite Mannschaft in der viertklassigen Regionalliga Nordost.
Anfang August 2024 wechselte Rogel bis zum 30. Juni 2025 auf Leihbasis zum brasilianischen Erstligisten Internacional Porto Alegre.

### Nationalmannschaft
Rogel debütierte 2016 in der uruguayischen U20-Auswahl, für die er insgesamt 18 Spiele absolvierte. Mit der Mannschaft nahm er im Frühjahr 2017 an der U20-Südamerikameisterschaft in Ecuador teil und gewann mit ihr als Stammspieler den Titel. Auch bei der U20-Weltmeisterschaft in Südkorea war er im selben Jahr in Uruguays Defensive gesetzt und belegte mit seinem Team den vierten Platz.
Ende September 2022 debütierte Rogel bei einem Testspiel gegen den Iran in der uruguayischen A-Nationalmannschaft.

## Titel
- U20-Südamerikameister: 2017